# Mikael Lustig
Carl Mikael Lustig (født 13. december 1996) er en svensk tidligere professionel fodboldspiller, som spillede som højre-back i sin karriere. Han opnåede 94 kampe for Sveriges landshold, og var del af landets trupper til flere internationale turneringer.

## Klubkarriere

### Tidlige karriere
Mikael Lustig fik sin fodboldopdragelse i Umeå-klubben Sandåkerns SK. I 2003 skiftede han til Umeå FC, hvor han over to sæsoner spillede 34 kampe og scorede ét mål for klubben.

### GIF Sundsvall
Lustig skiftede i januar 2005 skiftede han til GIF Sundsvall, der på daværende tidspunkt spillede i Sveriges bedste række, Allsvenskan. Sundsvall endte næstsidst i rækken i hans debutsæson, og rykkede ned i Superettan. I 2006 og 2007 spillede han i alt 57 ud af 60 kampe i landets næstbedste række, og var stor del af, at Sundsvall igen rykkede op til Allsvenskan.

### Rosenborg
I sommeren 2008 skiftede Lustig til den norske storklub Rosenborg BK. Han spillede 3,5 sæson i Norge, og spillede mere end 120 kampe for klubben på tværs af alle turneringer.

### Celtic
Lustig skiftede i januar 2012 til skotske Celtic. Han spillede en vigtig rolle for Celtic holdet frem til 2019, og var i sin tid med til at vinde det skotske mesterskab 8 gange i streg.

### Gent
Lustig skiftede i juni 2019 til belgiske Gent.

### AIK
Lustig vendte i august 2020 hjem til Sverige, da han skiftede til AIK. Han afsluttede karrieren ved udgangen af 2022 sæsonen.

## Landsholdskarriere

### Ungdomslandshold
Lustig har repræsenteret Sverige på flere ungdomsniveauer.

### Seniorlandshold
Lustig debuterede for Sveriges landshold den 19. januar 2008. Han var del af Sveriges trupper til EM i 2012, 2016 og 2020 og til VM i 2018.
Efter europamesterskabet i 2020 annonceret Lustig, at han stoppede på det svenske landshold. Han nåede at spille 94 kampe og scorede 6 mål for landsholdet.

## Titler
Rosenborg
- Tippeligaen: 2 (2009, 2010)
- Superfinalen: 1 (2010)

Celtic
- Scottish Premiership: 8 (2011-12, 2012-13, 2013-14, 2014-15, 2015-16, 2016-17, 2017-18, 2018-19)
- Scottish Cup: 4 (2012-13, 2016-17, 2017-18, 2018-19)
- Scottish League Cup: 4 (2014-15, 2016-17, 2017-18, 2018-19)

Individuelle
- PFA Scotland Team of the Year (Premiership): 1 (2016-17)